# Burusók

Észak-Pakisztán, Gilgit-Baltisztán-régió

Gilgit-Baltisztán Autonóm Tartomány Pakisztánban, amely 7 közigazgatási kerületből áll. Középen zölddel Nagar és Hunza-völgy

A burusók vagy hunzák (burusaszki nyelven: ہنزہ) körülbelül 80-90 000 fős etnikum. Pakisztán Gilgit–Baltisztán régiójának legészakibb részén, a Karakorum hegységben, a Hunza-, Nagar- és Jaszin-völgyben, egy nehezen megközelíthető hegyvidéki részen (7900 km²) élnek, a pakisztáni, indiai és kínai határ találkozásánál olyan hegyek között, amelyek átlag magassága hat-hét és fél ezer méter. Nyelvük, a burusaszki nyelv, az izolált nyelvek közé tartozik. Többnyire muzulmánok. Legismertebb nyelvjárásukat beszélő csoportjuk a hunzakutok. A hunzakutok, magashegyi emberek a Nyugat-Karakorum hegyeiben, Észak-Pakisztánban élnek, rendelkeznek sámánisztikus hagyománykörrel is, vallási szakembereik Bitan néven ismertek.

## A burusók nyelve
Nyelvük, a burusaszki nyelv izolált nyelv, nem nyert bizonyítást, hogy kapcsolatban áll más nyelvekkel. Három nyelvjárása a Hunza-völgyben beszélt hunzai, a Nagar-völgyben beszélt nagari és a Jaszin-völgyben beszélt jaszini burosó.

## Legendák a hunzák eredetéről
Egyes feltételezések szerint egy hun csoport leszármazottai a magyarul sokszor helytelenül hunzáknak írt, valójában hunzakutok. 

### Hunzák és Nagy Sándor katonái
A buruso legendárium azt tartja, hogy Baltir (en) (Karimabad) falut (amely főváros is) azon katonák leszármazottai alapították, akik Nagy Sándor hadseregében szolgáltak i. e. 330 körül. A legenda közös sok Afganisztánban és Észak-Pakisztánban is ismert legendával. Ugyanakkor, genetikai bizonyíték támasztja alá azt a nézetet, hogy nagyon kicsi, 2%-os a görög genetikai összetevő a pastu etnikai csoportokban Pakisztánban és Afganisztánban, tehát nem görög származásúak a burusók.
2008-ban a Macedón Stratégiai Kutatások Intézete látogatást szervezett Hunza hercegének, Ghazanfar Ali Khannak és Rani Atiqa hercegnének, mint Nagy Sándor katonáinak a leszármazottainak tiszteletére. A hunza küldöttséget fogadta a szkopjei repülőtéren az ország miniszterelnöke Nikola Gruevszki, a macedón ortodox egyház érsek István, és az akkori szkopjei polgármester Trifun Kosztovszki. Tudósok elutasítják az ötletet, áltudományosnak tartják és kétségek merülnek fel, hogy a párt vezetői valóban hisznek az állításokban.
2001-ben elkészült tanulmány angol nyelvű fordítása A burusaszki etimológiai alapjai, indoeurópai és a paleobalkán összetartozása a burusaszki nyelvben címmel Ilija Csasulének (mk), amit még 1998-ban írt. A tanulmány 80 burusaszki szót vizsgált. Hangsúlyozza indoeurópai eredetét, 64 szó, azaz a 80%-a a csatolt tanulmánynak azt állítja, hogy közös az etimológiájuk (fonetikai és szemantikai). Az eredetük, a burusaszkinak és a régi macedón nyelvnek közös, több mint a fele a vizsgált szavaknak teljesen azonos és változatlanul aktív használatban van a mai Észak-Macedónia területén.

### A magyarok és a hunzák kapcsolata

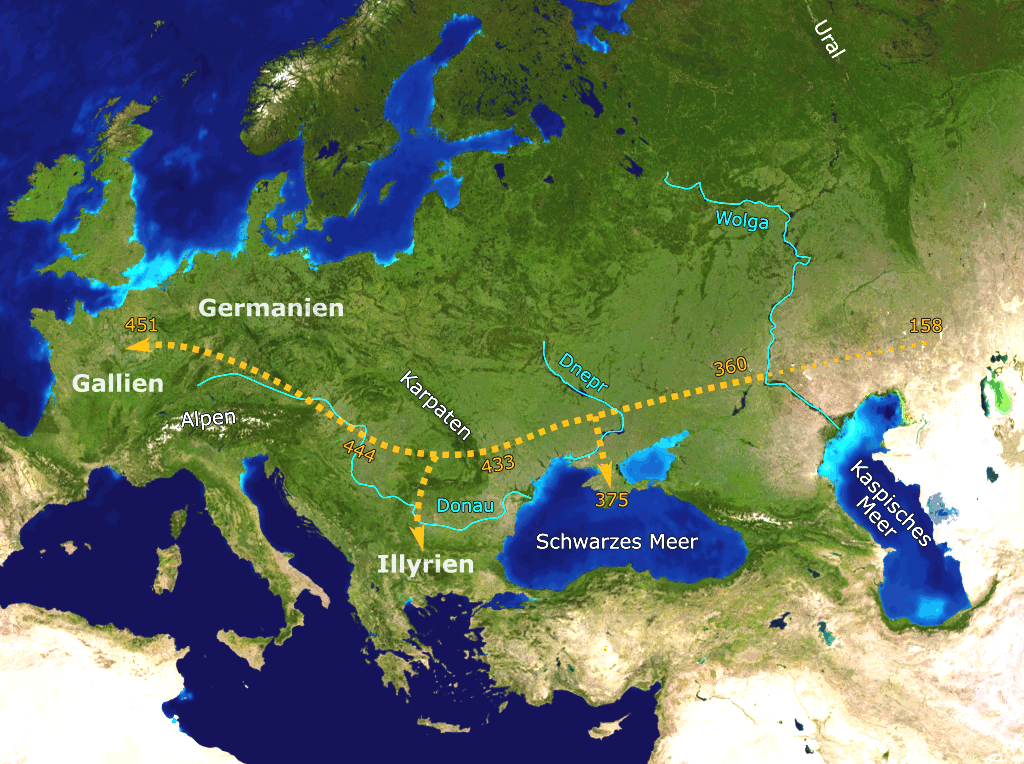
A hunok útja az idők során

Nem az ún. fehér hunokat (heftalitákat), vagy Attila népéből kivált valamiféle ősmagyar rokonokat nevezik hunzáknak (hunzakutoknak), ezt a tévhitet a szakirodalom határozottan elutasítja. A nagar nép és a szomszédos hunzakut nép egy nyelvet beszél, vérségileg is rokonok.

## Történetük

Hunza nemzeti zászló. A nemzeti zászlón a hármashalom is megtalálható

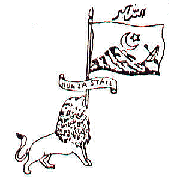
Hunzai katonaság címere

A hunzák azt állítják, hogy leszármazottai azoknak a katonáknak, akik Nagy Sándor seregeinek tagjaiként az i. e. 4. században megszállták ezt a földrajzi régiót. Párhuzamosan együtt éltek a régióban a wakhi és shin népcsoportok. A wakhik a Hunza-völgy felső részén laktak, például a Gojal nevű helységben. Továbbá wakhik éltek Kína határ menti régiójában, Tadzsikisztánban és Afganisztánban, valamint Pakisztán Gizar és Chitral kerületében. A shinaki nyelvet beszélő emberek Hunza-völgy déli részét lakták. Ők már használták a Pakisztán chilas, gilgit és más shina nyelvterületekről származó nyelveket.

## Genetikai megoszlás

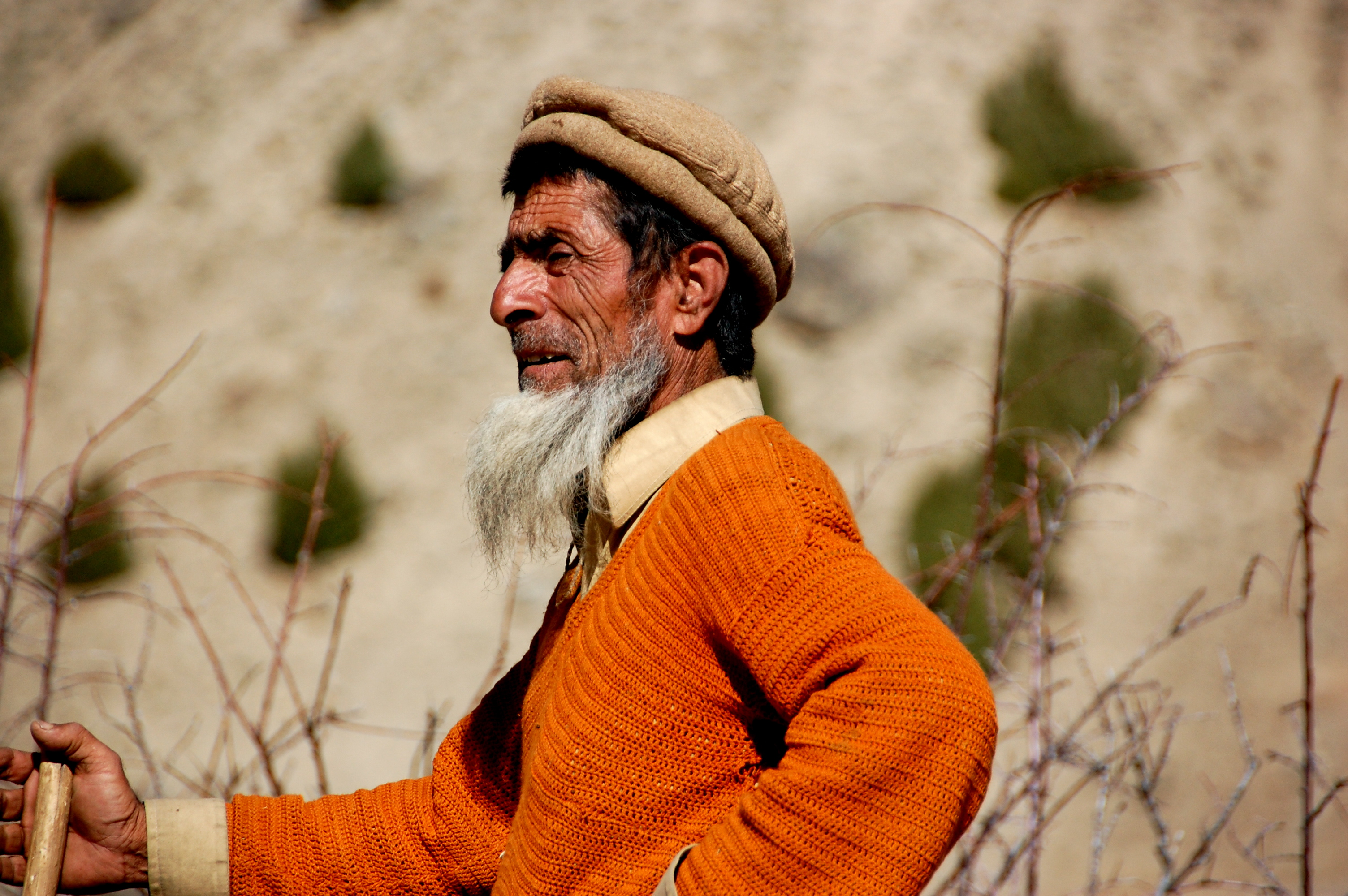
Szakállas ember, Hunza-völgy

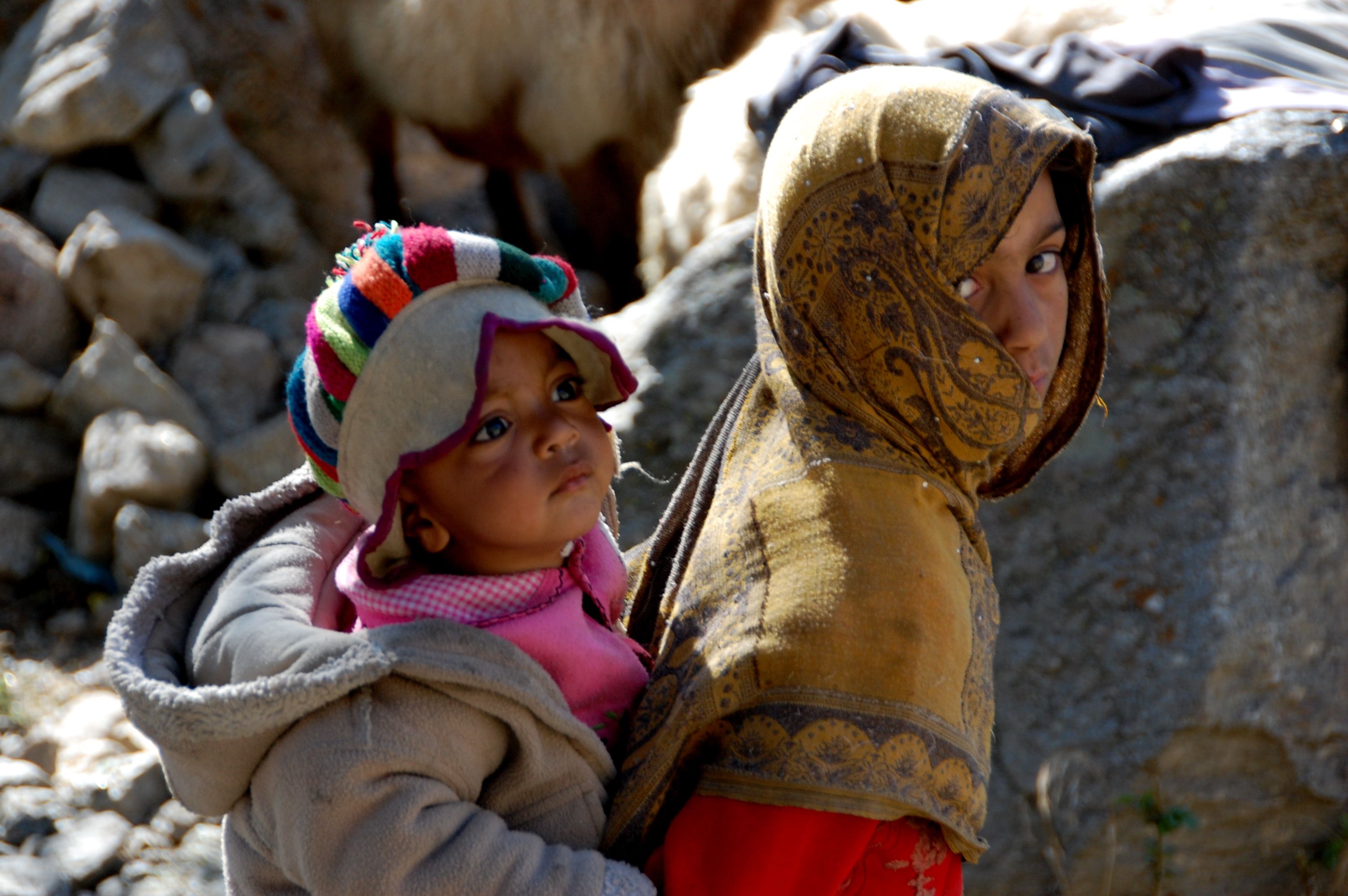
Hunza-völgyi lányok

Kinézetük az európai emberekhez hasonló.
Elsősorban az M124 marker (meghatározó Y-DNS-haplocsoport R 2a) van jelen nagy gyakorisággal mindhárom populációban. Azonban, van egy kelet-ázsiai genetikai azonosság, ami arra utal, hogy legalábbis egy részük a Himalája hegyláncain túlról származik.
Számos NRY általános képletű haplocsoport figyelhető meg a burusók között. A leggyakoribb ezek közül az R1a1, amely a közép / dél-eurázsiai vonalhoz kapcsolódik és valószínűleg összefügg a bronzkori, vagy a korai indo-iráni migrációval Dél-Ázsiában i. e. 3000 körül; és az R2a, valószínűleg Dél / Közép-Ázsiából származik a felső paleolitikumból.
A szubkontinentális sejtvonalak a haplocsoport H1 és haplocsoport L3 is jelen vannak, bár haplocsoport L által meghatározott SNP mutáció M20, eléri a maximális variánsokat Pakisztánban. Más Y-DNS haplocsoportok jelentős gyakoriságot értek el a haplocsoport J2 esetén, amelynek elterjedése a mezőgazdaság terjedésének köszönhető, valamint a Közel-Keleten a neolit korban, és a haplocsoport C3, ami Szibériából származik. Szintén jelen van kisebb gyakorisággal a haplocsoport O3, kelet-eurázsiai vonal, és Q, P, F és G.

## Gazdaság
A burusók régebben önellátó farmergazdák voltak, akik teraszosan művelt földeken növényeket termesztenek nagy magasságokban, és állataikat télen istállózták, nyáron a hegyi legelőre hajtották. Főbb terményeik ma a burgonya, a bab, a búza, az árpa, a köles, a rozs, a hajdina, a rizs, valamint különféle gyümölcsök és zöldségek.

## Kultúra

### Beszélt nyelvek, iskolázottság

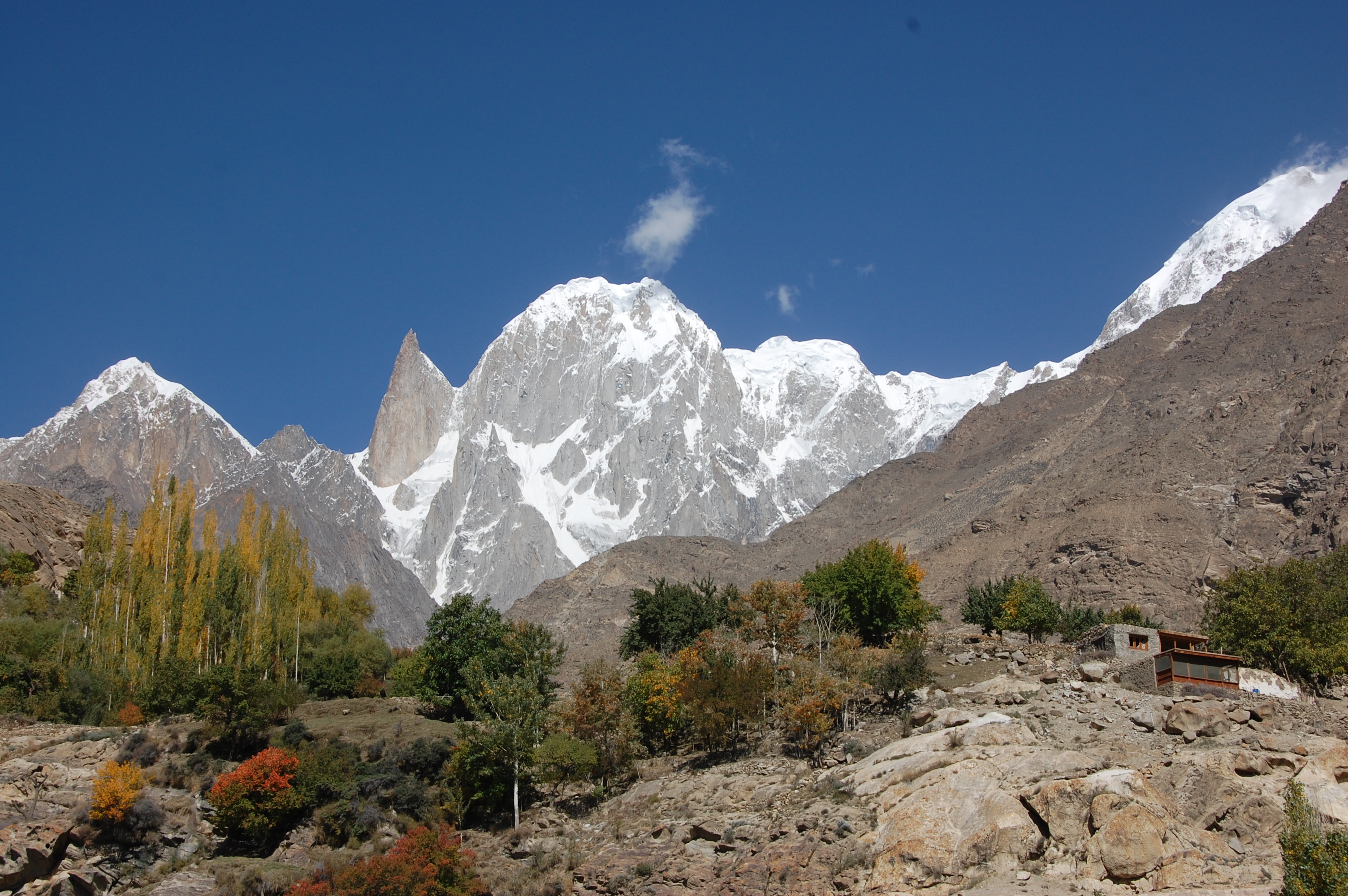
Hunza csúcs (középen 627 m) és Bublimotin (rock templomtorony, bal) Hunza, északi területek, Pakisztán, Batura Muztagh, Karakoram, Koordináták:36 ° 22'12 "N 74 ° 39'00 "E Koordináták : 36 ° 22'12 "N 74 ° 39'00 "E

A helyi beszélt nyelvek között van a burusaszki, a wakhi és a shina, bár sokan megértik az urdut. A hunzáknál és a Hunza régióban élők esetében az egyik legmagasabb az írni-olvasni tudók aránya összehasonlítva mint más pakisztáni kerületekkel. Az írástudók aránya a Hunza-völgyben több, mint 90%-os. Az angolt ma már ötéves kortól elkezdik oktatni. Az angol a másik hivatalos nyelv Pakisztánban az urdu mellett, de errefelé nemcsak ezt a két nyelvet beszélik, hanem sok helyi nyelvet is.

### Vallásuk
A hunzák iszmáiliták, azaz ún. hetes síiták. A legtöbb hunza iszmáilita síita muzulmán vallású, akik nek a legutóbbi spirituális vezetője IV. Karim Aga Khan volt, míg Ganish-völgy több mint 90%-a síita muzulmán. IV. Aga Khan a spirituális vezetőjük jelenleg Franciaországban él, egyéb muszlim csoportok nyomása miatt. Szunniták főleg Dél- és Közép-Hunzában élnek.

## Életmód és az életévek hossza

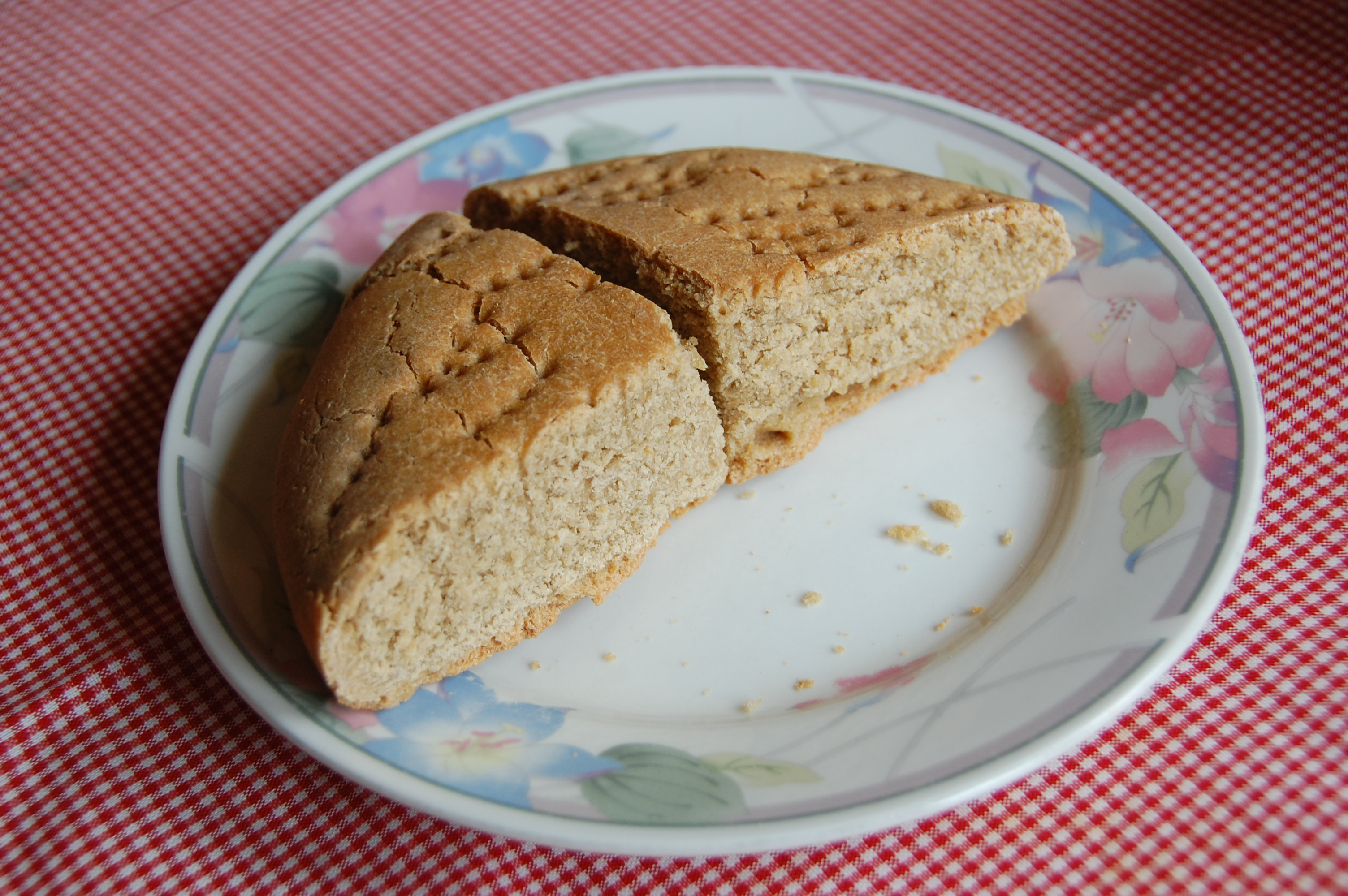
Hunza kenyér. Chapatti kenyér általában friss magvakból, elsősorban búzából, árpából, hajdinából és kölesből készül. Ez az ízletes, lapos, kovásztalan kenyér fontos része a burusók étrendjének.

A hunzákkal kapcsolatban elterjedt egy modern mítosz, miszerint körükben ismeretlen a rákbetegség és egyébként is rendkívül egészségesek és hosszú életűek. Ez a hiedelem egy 1922-es cikken alapszik és modern tudományos vizsgálatok egyáltalán nem támasztják alá. A hunzák által lakott vidék jódban szegény, ezért gyakori a golyva. Ugyancsak gyakori körükben a szürkehályog, valamint a magas ibolyántúli sugárzásra visszavezethető bőrbetegségek és a bőrrák. Rendkívül magas a gyermekhalandóság, 30%-uk nem éri meg a 10 éves kort.
A hunzákkal kapcsolatban kialakult mítoszokat az egészséges táplálkozásukra és az általuk fogyasztott barackmag rákellenes hatására vonatkozóan sem sikerült igazolni. A klinikai adatok azt bizonyítják, hogy a laetril vagy másnéven amigdalin (a barackmag hatóanyaga) jótékony hatása rákos betegekre jelenleg nem bizonyítható. Jelentős a kockázata a súlyos, nemkívánatos cianid-mérgezésnek laetril vagy amigdalin bevétele után. A haszon-kockázat a laetril vagy amigdalin kezelés rákbetegek esetén egyértelműen negatív.

## Turizmus

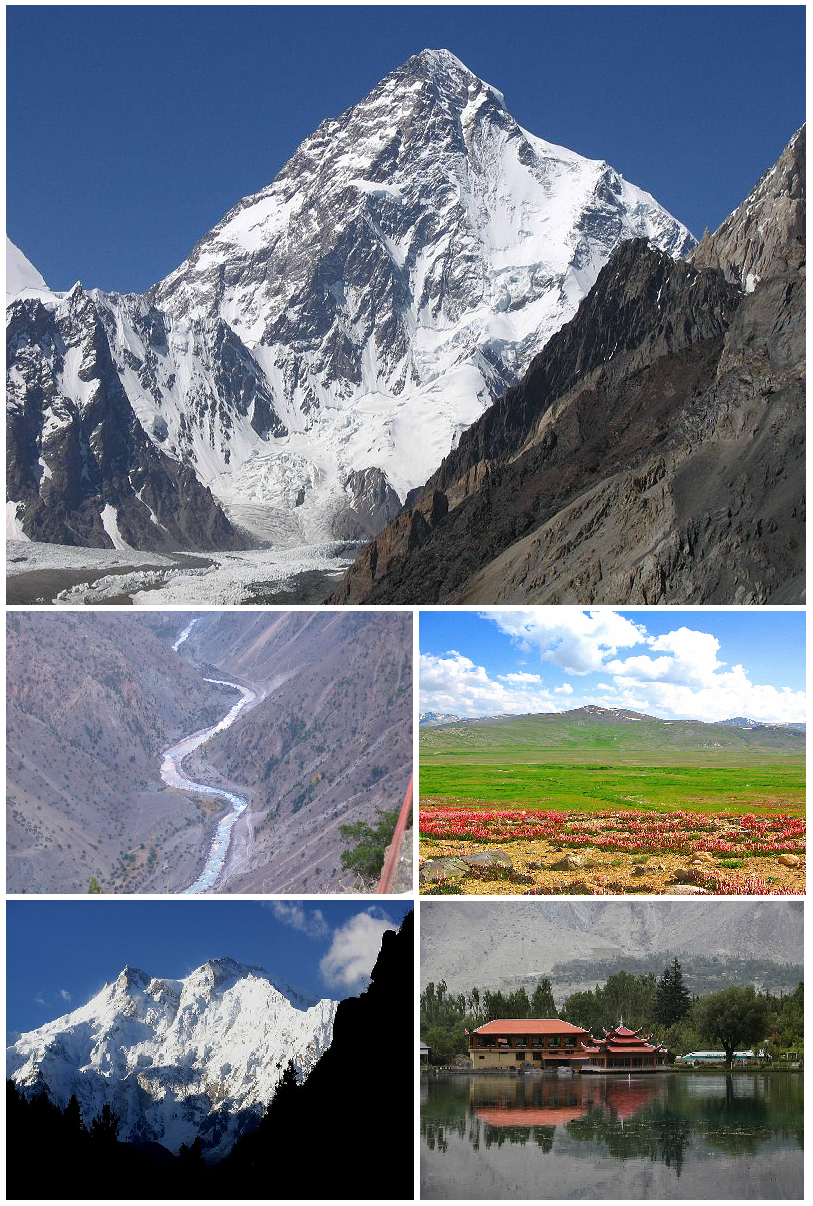
[https://en.wikipedia.org/wiki/Gilgit%E2%80%93Baltistan Gilgit-Baltisztáni tájak

A Hunza-völgy idegenforgalmi szezonja általában májustól októberig tart, mert télen a Karakorum magaslati út gyakran járhatatlan a hó miatt. A hőmérséklet májusban maximum 27 °C, és minimum legalább 14 °C, az októberi maximum 10 °C, és a minimum -10 °C.Ma, a híres Karakorum magaslati út (KKH) szeli át Hunzát, összeköti Pakisztánt Kínával a Khunjerab-hágón keresztül, de lezárja az Attabad-tó Hunza északi részén. Rendszeres busz és kisteherautó szolgáltatás működik Gilgit és a Közép-Hunza között (Ganish Village, Aliabad és Karimabad), valamint Gilgit és Sosta Gojal.A PTDC Hivatal irodái Gilgitben, Sostban és Iszlámábádban működnek, amelyek szervezik a programokat a látogatók számára. A Hunza folyó völgye az egyik fő turisztikai attrakció Pakisztánban, számos pakisztáni, valamint külföldi turista utazik a régióba, hogy élvezzék a festői tájat és lenyűgöző hegyek látványát. Ez a gazdaságra és a kulturális kapcsolatokra, illetve a társadalom átalakulására is serkentő hatással van. A kerület számos modern kényelemmel felszerelt, az ázsiai szabványoknak megfelelő turisztikai szolgáltatást nyújtanak. A szépírói képzelet Hunza államot összefüggésbe hozta Shangri La elveszett királyságával, amit most már a helybeliek is előszeretettel emlegetnek. A hunzai emberek híresek lettek rendkívül hosszú élettartamukról, ami azonban inkább turisztikai fogás, mintsem statisztikai adatokkal alátámasztott tény. Hiteles mérések bizonyítják, hogy a róluk elterjedt egészség-mítosz alaptalan, a kis nép néhány érdekelt tagja – és a tudatlan utazók – ezzel is megpróbálták a turisták képzeletét felkelteni.

## Hatásuk a nyugati világra
A magát az egészséges élet szószólójának tartó J.I. Rodale könyvet írt az Egészséges Hunzák címmel 1955-ben, azt állítva, hogy a hunzák (hunzakutok) híresek hosszú életkorukról, és a sok, százesztendős ember azért volt hosszú életű, mert egészséges élelmiszereket fogyasztottak, mint például a szárított sárgabarack és mandula, valamint a friss levegő és az aktív testmozgás, ami hozzásegítette őket a hosszú és betegség mentes életévekhez. Dr. John Clark a hunzák között élt 20 hónapon keresztül, és a Hunza – a Himalája elveszett királysága című könyvében azt írja: "Szeretném továbbá kifejezni sajnálatomat azon utazóknak, akiknek véleménye ellentmondanak tapasztalataimnak." Ami tévhit a hunza emberek egészségéről, John Clark azt írja, hogy a legtöbb beteg maláriás, vérhastól szenved, férgesség, trachoma sújtja a lakosságot. A betegségek könnyen diagnosztizálhatók és gyorsan meggyógyulnak, az ő első két expedíciójánál 5684 betegnél talált ilyen eseteket. Továbbá, Clark jelentése szerint a hunzák nem mérik az életkort, nem volt naptáruk, hanem személyes becsléssel állapították meg azt. Az átlagos várható élettartam becsléssel 120 vagy annál nagyobb életkor szerintük, a valóságban ennél sokkal rövidebb, ennek mintegy fele. Renée Taylor több könyvet is írt az 1960-as években a hunzák hosszú életkoráról.